# Az igazi állhatatosság
Az igazi állhatatosság Joseph Haydn 1779. április 25-én, Eszterházán bemutatott háromfelvonásos operája.

## Az opera története
A kutatók hosszú ideig úgy gondolták, hogy Az igazi állhatatosság Bécs számára készült. A császárvárosban 1777 januárjában nyitotta meg újra a kapuit az olasz operaház. Állítólag 1776-ban a színház vezetősége bízta  meg Haydnt, hogy komponáljon egy új operát a nyitó előadásra. Az udvari intrika azonban megakadályozta a darab színrevitelét, helyette Pasquale Anfossi (1727–1797) azonos című operája került színpadra. Mára kiderítették a zenetörténészek, hogy Haydntól nem rendelt új operát az dalszínház. Az igazi állhatatosság Eszterháza számára íródott, és keletkezésének ideje is megfelel az ottani bemutató dátumának.
Haydn saját feljegyzései szerint Rosina egyik második felvonásbeli áriáját Barbara Ripamonti számára írta, aki 1778-ban került az eszterházi együtteshez. Az ősbemutató Erriciója Andrea Totti volt, akit szintén csak 1778 nyarán szerződtettek a színházhoz. Haydnnak szokása volt, hogy a szerepek hangfaji kiosztását és az egyes szólamok követelményét a rendelkezésre álló énekesekhez igazítsa. Így a két főszereplő szerződtetésének a dátuma valószínűsíti, hogy az opera nem íródhatott 1778 előtt.
1779-ben nagy tűzvész pusztított Eszterházán, amelyben több Haydn-opera, köztük Az igazi állhatatosság kézirata is megsemmisült. A ma ismert leghitelesebb kottapéldány 1785-ből származik. Ez részben Haydn, részben más szerzők keze nyomát viseli magán. A kézirat 1879-ben egy árverésen bukkant fel, amit ma a párizsi konzervatórium könyvtárában őriznek. A partitúra keletkezésének dátuma, illetve egyes bejegyzései arra utalnak, hogy Eszterházán 1785-ben ismét elővették. Ekkor Haydn valószínűleg átdolgozta a darabot. 1791-ben Párizsban is bemutatták Laurette címen, francia szöveggel, ez magyarázhatja a kézirat franciaországi felbukkanását. 1786-ban Pozsonyban, Endrődy gróf operatársulata vitte színpadra a darabot, német szöveggel, A csapodár szerelmes avagy az állhatatosság győzelme címen. Ebben a formában az opera később bemutatásra került Pesten (1789), Bécsben (1790) és Brünnben (1792) is. A Laurette-változatot azonos címmel, német fordításban Kölnben is játszották 1796-ban. Egyes források szerint 1802-ben Moszkvában orosz nyelven került színpadra a darab. Ezután csak az 1960-as években fedezték fel a darabot Schwerinben, ahol List un Liebe címmel, új szövegkönyvvel játszották. Egy darabig az új szöveggel vitték színpadra több európai dalszínházban is, de aztán visszatértek az eredeti librettóhoz.

## Az opera szereplői
| Szereplő                                  | Hangfekvés   |
| ----------------------------------------- | ------------ |
| Rosina, halászlány                        | mezzoszoprán |
| Lisetta, a bárónő szobalánya              | szoprán      |
| Errico gróf, csapodár férfi, Rosina férje | tenor        |
| Villotto Villano, gazdag úrfi             | bariton      |
| Masino, a halászok vezetője, Rosina bátya | basszus      |
| Irén bárónő, Errico nagynénje             | mezzoszoprán |
| Ernesto márki, Errico barátja             | bariton      |

## Az opera cselekménye

### I. felvonás
Irén bárónő hajója egy vad tengeri vihar után partra vetődik egy kis halászfalu közelében. A bárónővel van Ernesto, Villoto és a szobalánya is. A helyi halászok Rosina és Masino vezetésével a segítségükre sietnek. A bárónő megörül a találkozásnak, mert Rosina és Errico miatt szállt hajóra. Híre ment ugyanis, hogy a gróf összeállt egy rangon aluli kis halászlánnyal. Villottót is azért hozta magával, hogy eljegyezze vele Rosinát, és így véget vessen unokaöccse és a lány viszonyának. Amikor kettesben maradnak, a grófnő rögtön ecsetelni kezdi neki a fiúval való házasság előnyeit. Csakhogy Rosinának időközben gyereke született Erricótól. Villotto lelkesedését Masino hűti le, majd Errico is megjelenik, aki azonnal a fiúra ront, amint megtudja, hogy az mi járatban van. Ernesto ezután kijelenti, hogy addig nem hajlandó feleségül venni a bárónőt, amíg unokaöccse rangjához méltóan el nem rendezi botrányos ügyeit. A gróf ekkor váratlanul kijelenti, hogy katonának áll. Valójában persze az a terve, hogy próbára teszi Rosina hűségét. Lisetta, mihelyt megtudja, hányadán állnak a fiatal gróffal és Rosinával, rögtön elhatározza, hogy segíteni fogja a szerelmeseket. Rosina felkeresi a bárónőt, és kijelenti neki, hogy inkább meghal, de nem lesz Villoto felesége. A bárónő megmutatja neki annak a lánynak a képét, akit unokaöccse feleségéül szemelt ki. Ezzel azt sugallja a lánynak, hogy Errico máris megtagadta őt.

### II. felvonás
A bárónő palotájában a márki arról győzködi Rosinát, hogy ő az akadálya mindannyiuk boldogságának. Errico nem veheti feleségül azt a lányt, akit kiszemeltek neki, és ő sem veheti addig el a bárónőt, ameddig nem rendeződik a fiatal gróf ügye. Beszélgetésüket kihallgatta a bárónő és Errico, akik most hűtlennek gondolják Rosinát, így nekiesnek. Villotto és Lisetta is szemtanúja volt Rosina és a márki beszélgetésének, és ők is félreértették a jelenetet: távolról úgy tűnt nekik, hogy a márki megkörnyékezte a fiatal lányt. A gróf megbízza Villotót, hogy ölje meg hűtlen feleségét, és ha szükséges, annak bátyját is. A fiú tiltakozik, végül a gróf kardot ránt, és így kényszeríti ki, hogy vállalja el a megbízást. Villoto időt kér, hogy elkészíthesse végrendeletét arra az esetre, ha ő maradna alul a küzdelemben. Lisetta közben rájön, hogy a távolról látott jelenetet alaposan félreértették. Elrohan a grófhoz, hogy értesítse felesége hűségéről. A grófot megrendíti a hír. 
Közben Rosina úgy dönt, hogy elhagyja a palotát gyermekével, és visszatér szülőfalujába. Útközben egy romos toronyban lel menedéket az éj beálltával. Itt talál rá Masino, aki húga után indult. Mindketten elszenderednek. Ekkor lép színre Villotto. Éppen arra készül, hogy lesújtson a kardjával Masinóra, amikor megjelenik Lisetta és kiragadja a kezéből a fegyvert. Rövidesen megérkezik a bárónő és a márki, majd a Rosina keresésére indult Errico is feltűnik. A gróf boldogan öleli magához kedvesét és gyermeküket, mit sem törődve az elképedt bárónővel és márkival. 

### III. felvonás
A bárónő még egy utolsó kísérletet tesz a két pár szétválasztására. Hamis levelet küld nekik a másik nevében. A grófnak arról számol be Rosina állítólagos levele, hogy mégis hajlandó feleségül menni Villotóhoz, míg Rosina arról értesül, hogy a gróf megcsalta őt egy másik halászlánnyal. De amikor a szerelmesek felfedik egymás előtt a hamisított levelek tartalmát, csak még közelebb kerülnek egymáshoz. Így hát a márki és a bárónő sem tehet mást, minthogy elfogadja a házasság megtörténtét. Végül a márki is feladja tartózkodását, és feleségül veszi a bárónőt.

## Hangfelvételek
Rosina – Jessye Normann, Lisetta – Helen Donath, Errico – Claes Håkan Ahnsjö, Villono – Wladimiro Ganarolli, Masino – Domenico Trimarchi, Irén bárónő – Kari Lovaas, Ernesto – Anthony Rolfe Johnson. Közreműködik: Lausanne-i Kamarazenekar, vezényel Doráti Antal. A felvétel helye és ideje: Epalinges (Svájc), Grande Salle, 1976., A kiadás éve: 1991. Philips 432 424-2, 2 CD ADD Stereo.